# Zeit des Erwachens
Zeit des Erwachens (Originaltitel Awakenings) ist ein US-amerikanisches Filmdrama aus dem Jahr 1990. Die Regie führte Penny Marshall, das Drehbuch schrieb Steven Zaillian auf der Grundlage von Oliver Sacks’ Buch Awakenings (Bewußtseinsdämmerungen, deutsch 1989). Die Hauptrollen spielten Robert De Niro und Robin Williams. Der Film basiert auf wahren Begebenheiten, die der britische Arzt Oliver Sacks in den 1960er Jahren im New Yorker Montefiore Medical Center erlebte.

## Handlung
Der Film beginnt mit einer kurzen Darstellung der Kindheit von Leonard Lowe. Seine Lehrerin bemerkt, dass er zunehmende motorische Probleme beim Schreiben hat. Seine Mutter behält den offenbar kranken Leonard daraufhin zuhause.
Dreißig Jahre später, in den 1960er Jahren, tritt der in New York City tätige Arzt Malcolm Sayer eine Stellung am Bainbridge Hospital in der Bronx an, wo er mit Patienten arbeitet, die seit Jahrzehnten an der Europäischen Schlafkrankheit leiden. Sie zeigen keinerlei Reaktion auf ihre Umwelt und gelten als unheilbar. Leonard Lowe ist einer von ihnen, er wird nach wie vor von seiner Mutter besucht und gepflegt. Durch Zufall entdeckt Sayer, dass seine Patienten nicht völlig apathisch sind, da es Reize gibt, auf die sie reagieren. Beispielsweise fangen sie zugeworfene oder fallende Gegenstände auf, aber nur mit einer reflektorischen Bewegung ohne jede Emotion.
Sayer beginnt, sich näher mit Leonard Lowe zu befassen, und ermuntert ihn, auf einem Ouija-Brett seinen Namen zu buchstabieren. Lowe, der als Kind viel gelesen hat, buchstabiert stattdessen den Titel des Gedichts Der Panther. Das bringt Sayer zu der Überzeugung, dass die scheinbar komatösen, verkrampften Kranken tatsächlich geistig hellwach sind und sich lediglich nicht mitteilen können, sie sind gefangen in ihrem eigenen handlungsunfähigen Körper. Ihm fällt auf, dass sie alle früher an einer Enzephalitis erkrankt waren, woraus er schließt, dass ihr derzeitiger Zustand eine Spätfolge davon ist.
Auf der Suche nach Abhilfe stößt Sayer auf ein Medikament namens Levodopa oder auch kurz L-Dopa, mit dem die Parkinson-Krankheit behandelt wird. Da er das Syndrom seiner Patienten als eine Art „konzentrierten Parkinson“ deutet, erprobt er das Mittel, zunächst nur an Leonard. Leonard leidet an den enzephalitischen Spätfolgen der Spanischen Grippe, einer Influenza-Pandemie, verursacht durch den Subtyp A/H1N1, die sich zwischen 1918 und 1920 in drei Wellen ausgebreitet hatte, und zu einem sekundären Parkinsonismus führte. Zunächst zeigt sich keine Wirkung, doch eine extrem hohe Dosis des Medikaments verwandelt Lowe überraschend in einen weitgehend normal interagierenden Menschen, der sich mit seiner Mutter unterhält, seine Umwelt reflektiert, Gespräche führt und sich schließlich sogar in eine Besucherin verliebt.
Sayer wendet das Mittel an all seinen Patienten an und erweckt damit die Station zum Leben. Die Patienten beschäftigen sich miteinander und bilden eine Gemeinschaft.
Nach einiger Zeit aber zeigen sich bei Lowe schwere Nebenwirkungen. Er verlangt, in Freiheit spazieren gehen zu dürfen, was ihm verwehrt werden muss. Er versucht gewaltsam auszubrechen, wird festgesetzt und bekommt dabei wieder schwere Bewegungsstörungen, wiegelt jedoch durch Reden weitere Patienten gegen die Gefangenschaft in der Klinik auf. Leonards Mutter bekommt Zweifel, ob das „Erwachen“ ihrem Sohn wirklich gut getan hat.
Schließlich fallen Lowe und die anderen in ihre Lethargie zurück. Doch da das Pflegepersonal nun weiß, dass sich in den scheinbar willenlosen Körpern wache, fühlende Menschen verbergen, werden die Patienten fortan mit mehr Respekt und Zuwendung behandelt. Sayer forscht weiter an Medikamenten und hat noch einige Erfolge, doch ein solches Erwachen wie 1969 ereignet sich nie wieder.

## Veröffentlichung und deutsche Fassung
Die deutschsprachige Synchronisation des Films entstand bei der Magma Synchron GmbH in Berlin, nach einem Dialogbuch und unter der Dialogregie von Joachim Kunzendorf. Der Film spielte in den Kinos der USA ca. 52,1 Millionen US-Dollar ein.
| Figur             | Darsteller          | Deutscher Sprecher |
| ----------------- | ------------------- | ------------------ |
| Leonard Lowe      | Robert De Niro      | Christian Brückner |
| Dr. Malcolm Sayer | Robin Williams      | Peer Augustinski   |
| Eleanor Costello  | Julie Kavner        | Andrea Brix        |
| Mrs. Lowe         | Ruth Nelson         | Christine Gerlach  |
| Dr. Kaufman       | John Heard          | Joachim Tennstedt  |
| Paula             | Penelope Ann Miller | Daniela Hoffmann   |
| Dr. Peter Ingham  | Max von Sydow       | Jürgen Thormann    |
| Lucy              | Alice Drummond      | Christel Merian    |
| Rose              | Judith Malina       | Hannelore Minkus   |
| Miriam            | Anne Meara          | Luise Lunow        |
| Neurochemiker     | Peter Stormare      | Bernd Rumpf        |
| Krankenpfleger    | Vin Diesel          | Marco Kröger       |

## Soundtrack
Die Musik wurde von Randy Newman komponiert.
- I’m Always Chasing Rainbows, geschrieben von Harry Carroll und Joseph McCarthy
- O Soave Fanciulla, aus La Bohème, geschrieben von Giacomo Puccini, gesungen von Mirella Freni und Nicolai Gedda
- Purple Haze, geschrieben und gesungen von Jimi Hendrix
- Shanghai Shuffle, geschrieben von Gene Rodemich und Larry Conley, gespielt von Fletcher Henderson
- Sing, Sing, Sing, geschrieben von Louis Prima
- Time of the Season, geschrieben von Rod Argent, gespielt von The Zombies
- You Made Me Love You, geschrieben von Joseph McCarthy und James V. Monaco

## Rezeption
Zeit des Erwachens erhielt ein gutes Presseecho, was sich auch in den Auswertungen US-amerikanischer Aggregatoren widerspiegelt. So erfasst Rotten Tomatoes größtenteils positive Besprechungen und ordnet den Film dementsprechend als „Frisch“ ein. Laut Metacritic fallen die Bewertungen im Mittel „Grundsätzlich Wohlwollend“ aus.

„Auf tatsächlichen Ereignissen beruhender Film, der den medizinisch wie humanitär komplexen Fall mit einer Fülle von Kino-Klischees ausstattet und einseitig emotional ausbeutet. Eine Demonstration der alten Erkenntnis, dass ein tränenvergießendes Publikum noch lange kein Beweis für einen guten Film ist.“

„Nachdem ich Zeit des Erwachens gesehen hatte, las ich das Buch, um mehr zu erfahren über die Vorgänge in diesem Krankenhaus in der Bronx. Was der Film und das Buch vermitteln, sind der immense Mut der Patienten und die profunde Erfahrung der Ärzte, als sie im Kleinen wiedererlebten, was es bedeutet, geboren zu werden, die Augen zu öffnen und erstaunt zu entdecken, dass ‚du‘ lebst.“

Rita Kempley lobte in der Washington Post vom 11. Januar 1991 die Darstellung von Robert De Niro. Darüber hinaus äußerte sie sich anerkennend zu den Leistungen von Julie Kavner, Penelope Ann Miller, Keith Diamond und Dexter Gordon, dem Drehbuch und der Regie.

„Die Sorgfalt, die Penny Marshalls Film der Darstellung klinischer Vorgänge widmet, ist höchst ungewöhnlich, doch die Zutaten, mit denen er sie zur Kinogeschichte rundet, bleiben platt: Wie der tapfere Arzt gegen die gleichgültige Anstaltsbürokratie kämpfen muß; wie er aus Schüchternheit partout nicht merken will, daß die Schwester, die ihm so begeistert zur Seite steht, in ihn verliebt ist; wie der erwachte Leonard in der Schwärmerei für eine hübsche Anstaltsbesucherin aufblüht – das sind Sentimentalitäten aus einem Ärzteroman.“

Der Hauptdarsteller Robert De Niro, die Produzenten Walter F. Parkes und Lawrence Lasker sowie der Drehbuchautor Steven Zaillian wurden im Jahr 1991 für den Oscar nominiert. Robin Williams wurde 1991 für den Golden Globe nominiert. De Niro und Williams gewannen im Jahr 1990 den National Board of Review Award, De Niro außerdem 1990 den New York Film Critics Circle Award. Oliver Sacks und Zaillian gewannen im Jahr 1991 den USC Scripter Award. Zaillian wurde 1991 zusätzlich für den Writers Guild of America Award nominiert. Randy Newman wurde 1992 für den Grammy Award nominiert. Der Film wurde 1992 für den Japanese Academy Award nominiert.